# 아리오단테

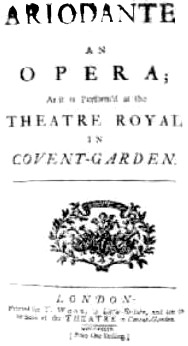

아리오단테(Ariodante, HWV 33)는 헨델이 작곡한 3막의 오페라 세리아이다. 대본가는 미상이나, 이 이탈리아어 대본은 사실 루도비코 아리스토의 《성난 오를란도》의 Canti 5와 6을 개작한 안토니오 살비의 작품에 기초하였다.
첫공연은 1735년 1월 8일 런던의 코벤트 가든 극장에서 상연되었다. 아리오단테는 그 극장에서 헨델의 첫 번째 시즌을 열었고, 프레데릭 왕세자가 지원하는 라이벌 극장, Opera of the Nobility에 성공적으로 겨루었다. 프레데릭 왕자는 부모인 왕 부부와는 적대적인 관계였다. 헨델은 공동투자자로 조지 2세와 왕비의 재정적 지원을 받았고, 성악적으로는 프레데릭 왕자와 앙숙이었던 앤 공주(Anne, Princess Royal and Princess of Orange)의 지원을 받았다.
오페라 세리아 장르에서 헨델의 다른 작품들처럼, 아리오단테는 초기엔 성공을 거뒀지만, 200년이 지나면서 망각되었다. 1970년대에 이 작품은 부활하게 되었고, 헨델의 정제된 작품 중 하나로 여겨지기 시작했다. 아리오단테의 여러개의 음반(아마도 가장 잘 알려진 음반은 1980년에 레이먼드 레파드가 지휘한 녹음물일 것이다)이다. 이 오페라는 꽤 정기적으로 무대에 공연된다.

### 등장인물
- 아리오단테, 속국의 왕자, 기사, 지네브라를 사랑함 (메조소프라노, 카스트라토)
- 지네브라, 스코트랜드 왕의 딸, 아리오단테의 약혼녀 (소프라노)
- 루카니오, 아리오단테의 남동생 (테너)
- 폴리네소, 알바니 공작 (남성 알토)
- 달린다, 지네브라의 시녀, 폴리네소를 몰래 연모함(소프라노)
- 오도아르도, 왕의 가신 (테너)
- 스코틀랜드의 왕, 지네브라의 아버지 (베이스)

### 줄거리
무대:스코틀랜드의 에딘버러

#### 제1막
지네브라 공주는 기사인 아리오단테와 사랑에 빠져있다. 그의 아버지인 스코틀랜드의 왕은 딸의 선택을 허락하고, 아리오단테를 사위와 왕국의 상속자로 받아들인다. 알바니의 공작인 폴리네소는 지네브라와 결혼해서 왕위를 이어받고자 하나, 지네브라는 그의 구혼을 거절한다.
지네브라의 시녀인 달린다는 폴리네소에 푹 빠져서, 그녀를 간절히 사랑하는 아리오단테의 남동생인 루카니오의 마음을 받아들이지 않는다. 폴리네소는 왕좌를 얻기 위해서, 달린다를 이용하여 그의 라이벌인 아리오단테를 없앨 계략을 세운다. 그는 만약 달린다가 지네브라의 옷을 입고 가장해서, 저녁에 공주의 침실로 들여보내준다면, 그녀에게 구애한다고 약속한다.

#### 제2막
아리오단테는 폴리네소에게 그의 앞으로 다가올 지네브라와의 결혼을 얘기한다. 그 약혼에 대해서 아무것도 모르는 척 가장한 폴리네소는 아리오단테에게, 지네브라가 정숙치 못하게 몇 차례 자신을 좋아하는 표시를 했다고 말한다. 지네브라처럼 차려입은 달린다가 등장해서 미리 꾸민 것처럼 폴리네소와 함께 사라진다. 아리오단테는 공작이 말한 그에게 말한 거짓말을 믿어버린다. 그는 약혼녀의 명백한 배신으로 절망에 가득차서, 자살을 하길 원한다. 무슨 일이 일어나나 곁에서 관찰하던 루카니노는 형의 행동을 저지한 후, 만약 죽어야한다면 그녀여야만 하고, 그 가치없는 여자에게 그의 생명을 버리지 말 것을 촉구한다.
왕이 막 아리오단테를 그의 후계자로 선언할 무렵, 왕의 수행원인 오도르도는 아리오단테가 바다속으로 그 자신을 던졌다는 소식을 들고 들어온다. 루카니노는 지네브라가 부정해서, 자신의 형의 죽음으로 몰아넣었다고 비난한다. 왕은 딸의 행실에 놀라고, 지네브라는 크게 쇼크를 받는 다. 그녀는 자신에게 가해진 비난을 이해하지 못하고, 거의 정신이 나가서 죽음에 대한 갈망과 악몽으로 시달리게 된다.

#### 제3막
아리오단테는 자살 시도에서 살아난다. 그는 폴리네소가 달린다를 살해하도록 고용한 두 암살자로부터 그녀의 목숨을 구한다. 달린다로부터 아리오단테는 공작의 음모를 알게 된다.
왕은 지네브라가 일으킨 결과를 위시하여 루카니노를 맞설 기사가 있어야한다고 주장하자, 폴리네소는 그 자신을 요청한다. 그는 아리오단테가 죽었다고 믿고, 만약 그가 이긴다면 지네브라와 결혼하는 것을 막을 것이 아무것도 없다고 생각한다. 폴리네소와 루카니노의 결투를 하고, 폴리네소는 루카니노에 의해서 치명상을 입고 죽어가자 그의 죄를 고백한다.
아리오단테는 왕의 궁정으로 돌아와서 모든 것을 설명하고, 지네브라의 결백을 선언하고, 달린다가 뜻하지 않게 맡았던 역할에 대해서 용서해줄 것을 요청한다. 루카니노는 달린다에게 자신은 여전히 그녀를 사랑하고 그에게 돌아와 달라고 얘기한다. 잠시동안의 망설임 후에, 달린다는 그에 동의한다. 왕은 공식적으로 지네브라의 모든 죄에 대해서 무죄를 선포하고, 그녀는 아리오단테와 다시 재결합한다.